# Vikenti Vichnevski
Pour les articles homonymes, voir Vichnevski.
Vinkenti Karlovitch Vichnevski (en russe : Викентий Карлович Вишневский, en polonais : Wincenty Wiszniewski), né en 1781 en République des Deux Nations et mort le 13 juin 1855 (25 juin dans le calendrier grégorien) à Saint-Pétersbourg, est un astronome et géographe russe d'origine polonaise des XVIIIe et XIXe siècles.

## Biographie
Né en Rzeczpospolita, il apprend l'astronomie à Berlin sous la direction de Johann Elert Bode. En 1803, il est nommé directeur adjoint de l'Observatoire astronomique de l'Académie des sciences de Saint-Pétersbourg, avant d'en être nommé directeur. Désigné membre de l'Académie des sciences de Saint-Pétersbourg, en 1807, il est également membre honoraire de la Société de géographie de Russie. Il est le premier professeur d'astronomie à l'Université de Saint-Pétersbourg en 1819.
Vichnevski possède une acuité visuelle exceptionnelle. Ainsi, par exemple, il observe à Saint-Pétersbourg la comète en 1807 (en) jusqu'en mars 1808 — alors que les astronomes d'Europe cessent de la voir à partir du mois de février. Il observe la Grande comète de 1811 depuis Novotcherkassk, du 31 juillet au 17 août 1812. Friedrich Wilhelm Bessel qualifie Vichnevski d'observateur virtuose et d'explorateur inimitable. Dans son travail sur la détermination de l'orbite de la comète de 1811, Friedrich Wilhelm Argelander, utilise la première observation Vichnevski, qu'il considère comme étant la plus complète.
Vichnevski travaille apporte également une importante contribution à la cartographie de la Russie. De 1806 à 1815, il effectue plusieurs expéditions géographiques, qui couvraient une grande surface : de Liepaja à Iekaterinbourg et de Mezen à l'Elbrouz, soit 40 degrés de longitude et 20 latitude. Il parcourt un total de 160 000 kilomètres. Pour déterminer les coordonnées géographiques de 250 colonies, parmi lesquelles figurent la quasi-totalité de la ville de province.
À partir de 1822, Vichnevski sert comme astronome au département de l'Amirauté du ministère de la Marine. En 1827, à la suite de la transformation du ministère, il devient l'astronome du Service hydrographique de Russie (en). En 1833, Vichnevski prend part à l'expédition chronométrique conduite par Friedrich Theodor von Schubert, pour effectuer certains relevés de la longitude des points importants pour la navigation le long de la côte et sur les îles de la mer Baltique.
Il prend part à l'amélioration du système russe des poids et mesures. Il est membre du comité qui étudie en 1830 le projet de transition du calendrier julien au calendrier grégorien, et du comité qui élabore le plan d'organisation de l'Observatoire de Poulkovo, fondé en 1839.
Un cap au sud du golfe de Litke sur la côte de l'île sud de la Nouvelle-Zemble porte son nom.